# أبو شوكة ثلاثي الشوكات
أبو شوكة ثلاثي الشوكات (الاسم العلمي Gasterosteus aculatus) سمكة بحرية نهرية من الزمر وفصيلة الزمريات. صغيرة القد طولها من 5 إلى 6 سم. جسمها عادم الفلوس. زعانفها ثلاثية. تتميز بأشواكها الناتئة المتفاوتة القد.